# Wiener Musikverein
Wiener Musikverein, (pronunție în germană [ˌviːnɐ̯ muˌziːkfɛʁˈʔaɪ̯n]; Asociația Muzicală Vieneză), prescurtată de obicei Musikverein, este o sală de concerte din districtul Innere Stadt al Vienei, Austria. Ea este sediul orchestrei Filarmonicii din Viena.

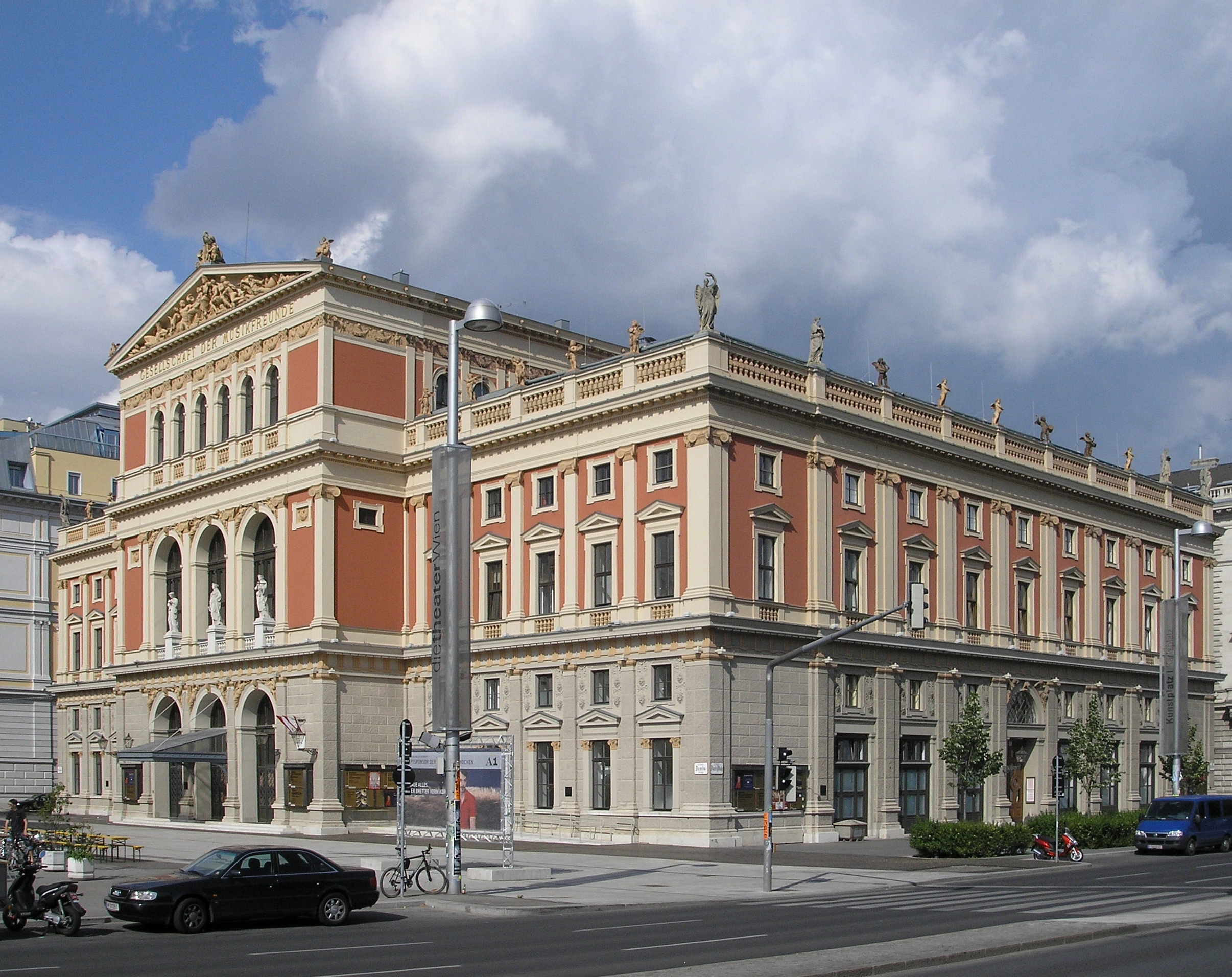
Musikverein, 2006

Datorită acusticii sale, "Sala Mare"(în germană Großer Saal) este considerată una dintre cele mai bune săli de concerte din lume, alături de Konzerthaus din Berlin, Concertgebouw din Amsterdam, Symphony Hall din Boston și Teatro Colón din Buenos Aires. Nici una din aceste săli nu au fost construite în epoca modernă, pornind de la analiza acusticii lor, și, cu excepția parțială a Teatrului Colón cu o formă de potcoavă, toate au o formă lungă, înaltă și îngustă.

## Clădire
Această clădire este situată pe Dumbastraße/Bösendorferstraße, în spatele Hotelului Imperial, lângă bulevardul Ringstraße și râul Viena, între Bösendorferstraße și Karlsplatz. Cu toate acestea, ținând cont de faptul că Bösendorferstraße este o stradă relativ mică, clădirea este mai bine cunoscută ca fiind situată între Karlsplatz și Kärntner Ring (o parte a buclei Ringstraße). Ea a fost construită ca sală nouă de concerte de către Gesellschaft der Musikfreunde, pe o bucată de teren pusă la dispoziție în 1863 de către împăratul Franz Joseph I al Austriei. Proiectul său a fost realizat de către Theophil Hansen în stilul neoclasic al unui templu grecesc antic, cuprinzând o sală de concerte și o sală mai mică pentru muzică de cameră. Clădirea a fost inaugurată la 6 ianuarie 1870. Un donator important a fost Nicolae Dumba, al cărui nume a fost dat de  guvernul austriac uneia din străzile din jurul Musikverein.
Großer Musikvereinssaal sau Goldener Saal (Sala de Aur) are aproximativ 49 m lungime, 19 m lățime și 18 m înălțime. Ea are 1.744 de locuri pe scaune și 300 de locuri în picioare. Aici este organizat anual Concertul de Anul Nou de la Viena anual are loc aici. Acustica sa plină de viață se bazează în primul rând pe intuiția lui Hansen deoarece el nu a putut să se bazeze pe studii privind acustica arhitecturală.

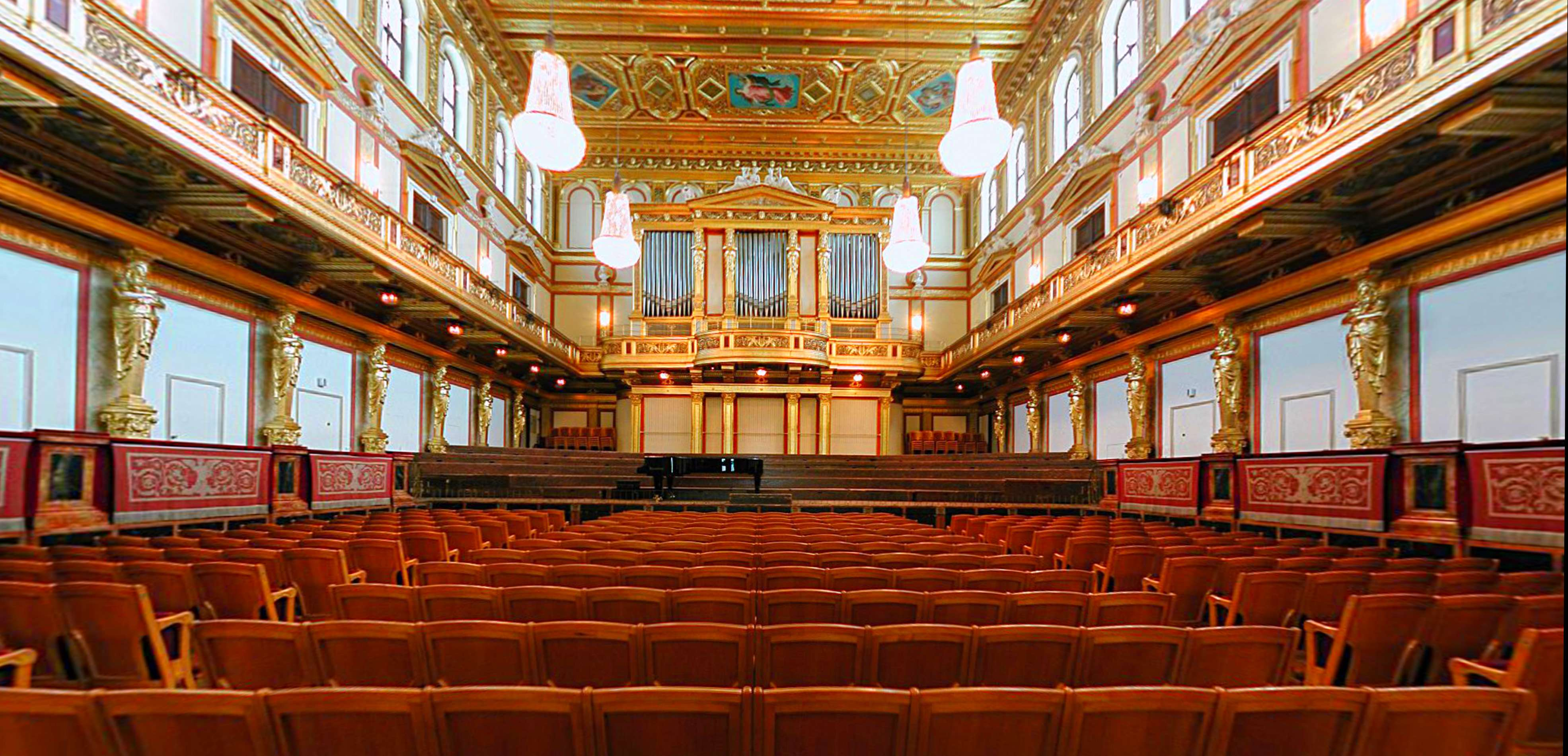
Goldener Saal

Forma dreptunghiulară și proporțiile sălii, precum și sculpturile, permit reflectarea numeroaselor sunete. Echipamentul original a cuprins o orgă cu tuburi istorică construită de Friedrich Ladegast, iar primul recital de orgă a fost realizat de Anton Bruckner în 1872. Orga actuală a fost instalată inițial de către firma austriacă Rieger Orgelbau în 1907, foarte stimată de muzicieni ca Franz Schmidt sau Marcel Dupré, și recondiționată în 2011.
Începând cu anul 2001, clădirea a renovatp și mai multe săli noi de repetiție au fost amenajate la subsol.
| Sală                                    | Mărime        | Înălțime | Locuri                                                   |
| --------------------------------------- | ------------- | -------- | -------------------------------------------------------- |
| Großer Musikvereinssaal (Goldener Saal) | 48.8 × 19.1 m | 17.75 m  | 1744 locuri pe scaune și circa 300 de locuri în picioare |
| Brahmssaal                              | 32.5 × 10.3 m | 11 m     | 600 locuri                                               |
| Gläserner Saal/Magna Auditorium         | 22 × 12.5 m   | 8 m      | 380 locuri                                               |
| Metallener Saal                         | 10.5 × 10.8 m | 3.2 m    | 70 locuri                                                |
| Steinerner Saal/Host Haschek Auditorium | 13 × ~8.6 m   | ~3.3m    | 60 locuri                                                |

Numele celor cinci săli provin de la Aur, Johannes Brahms, Sticlă, Metal și respectiv Piatră.

## Imagini

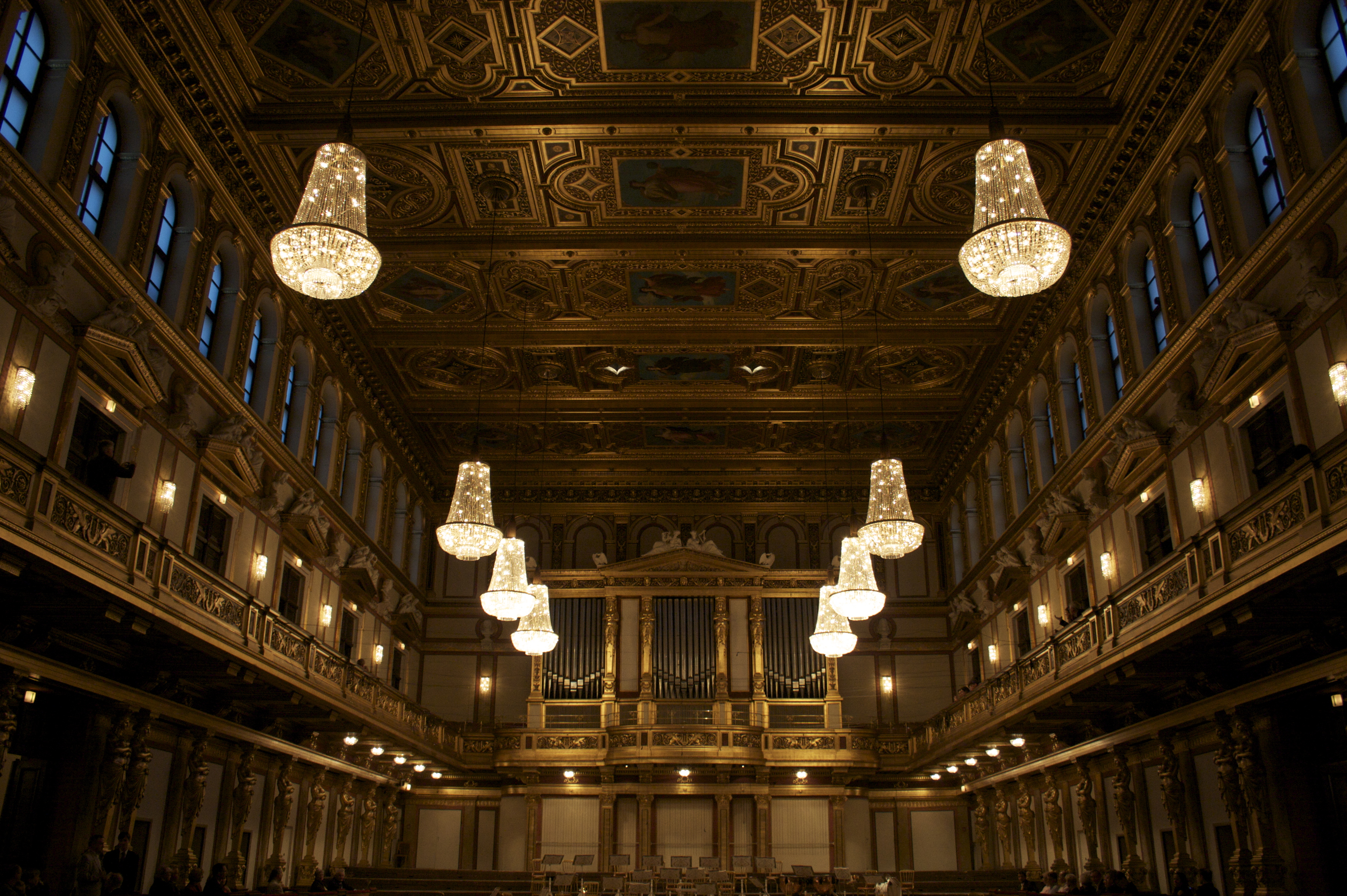
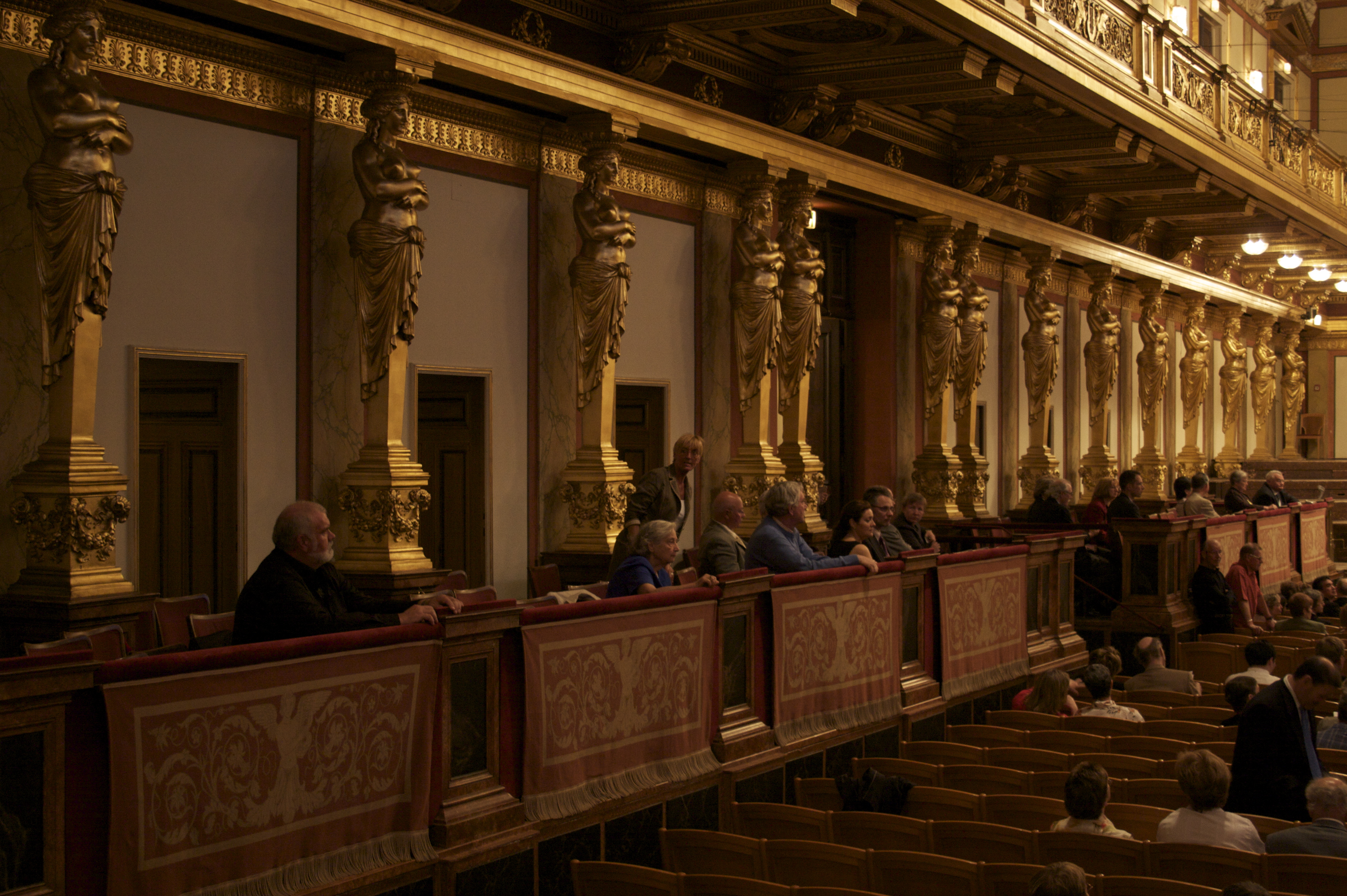
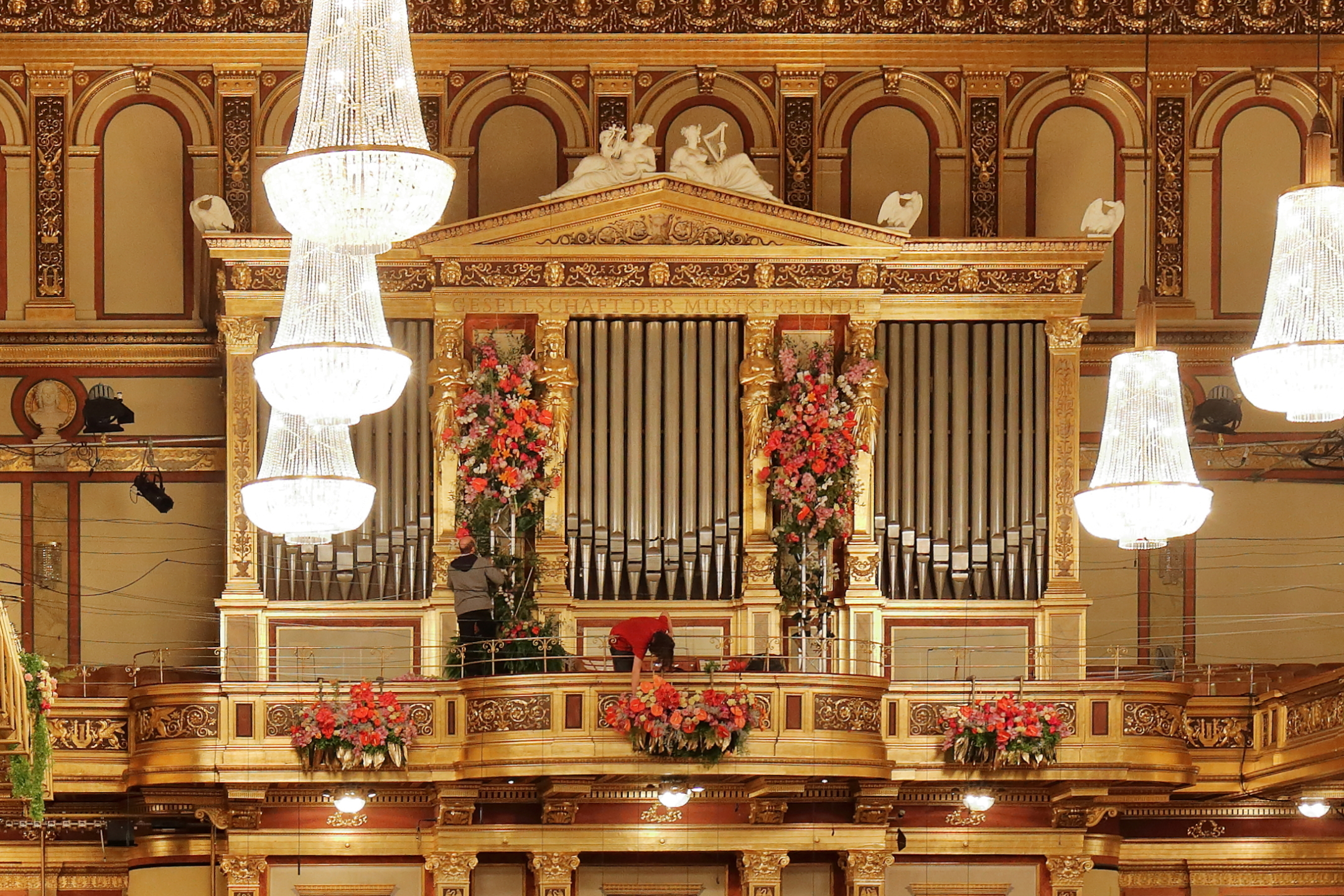
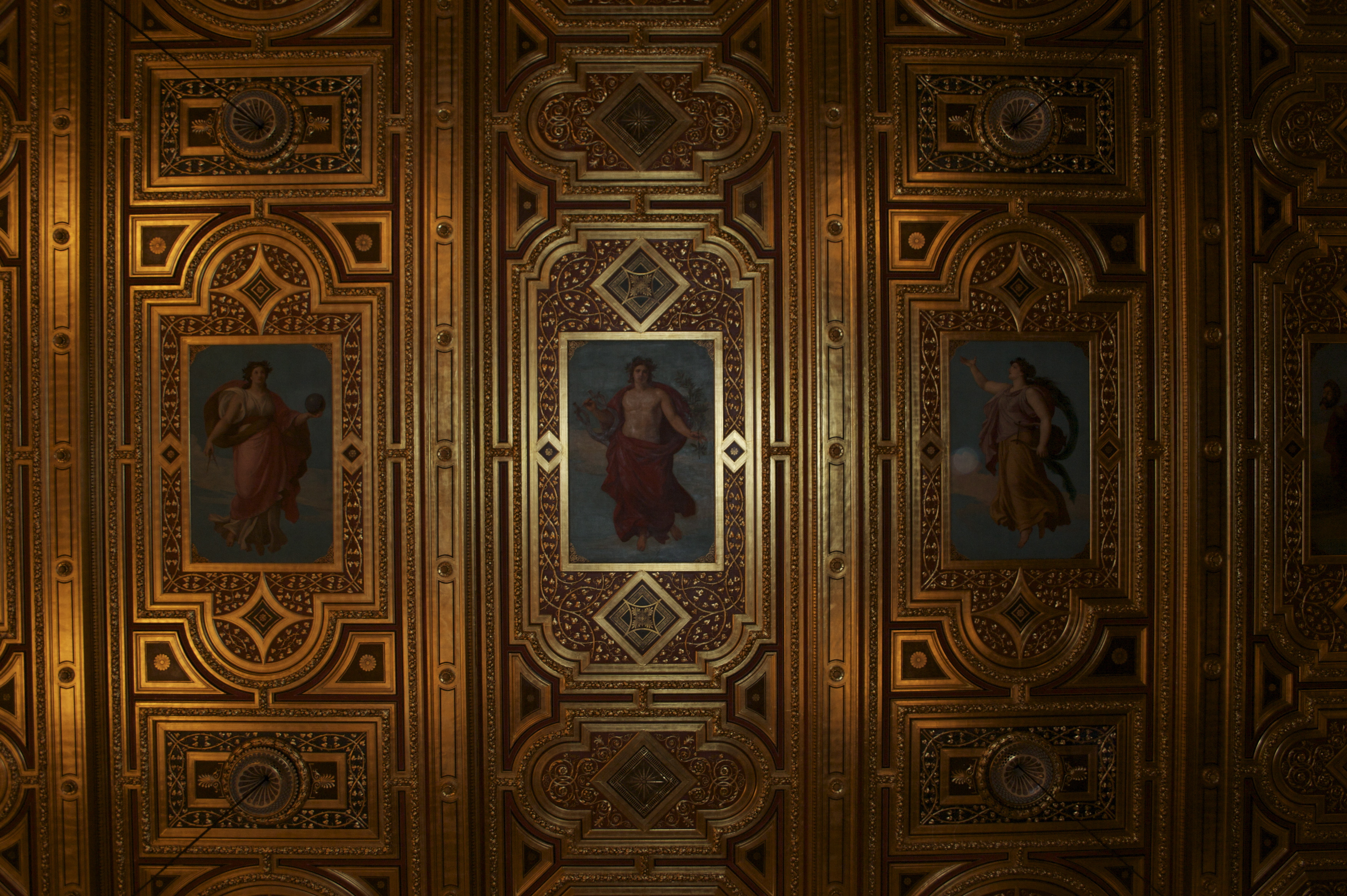
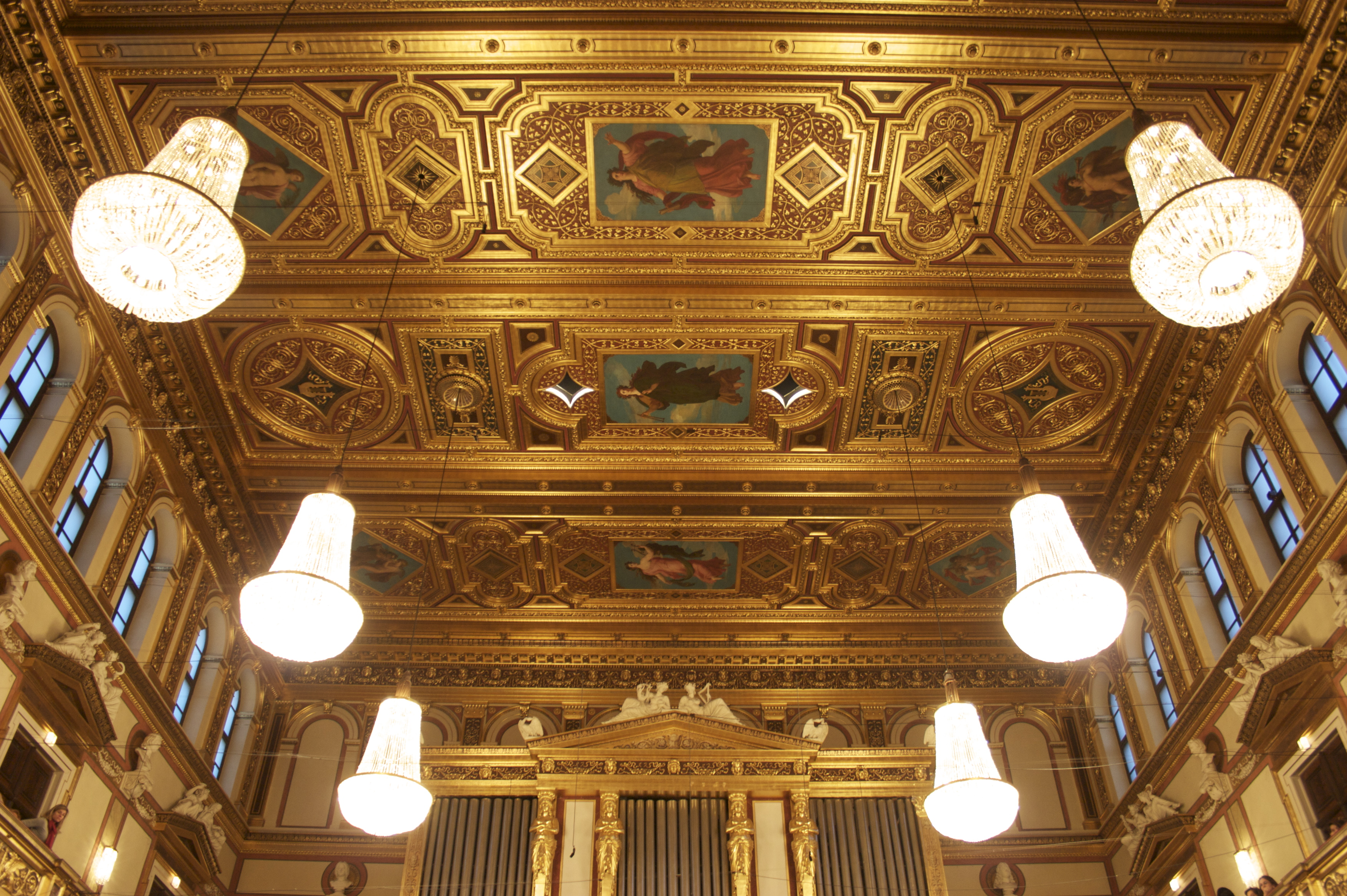
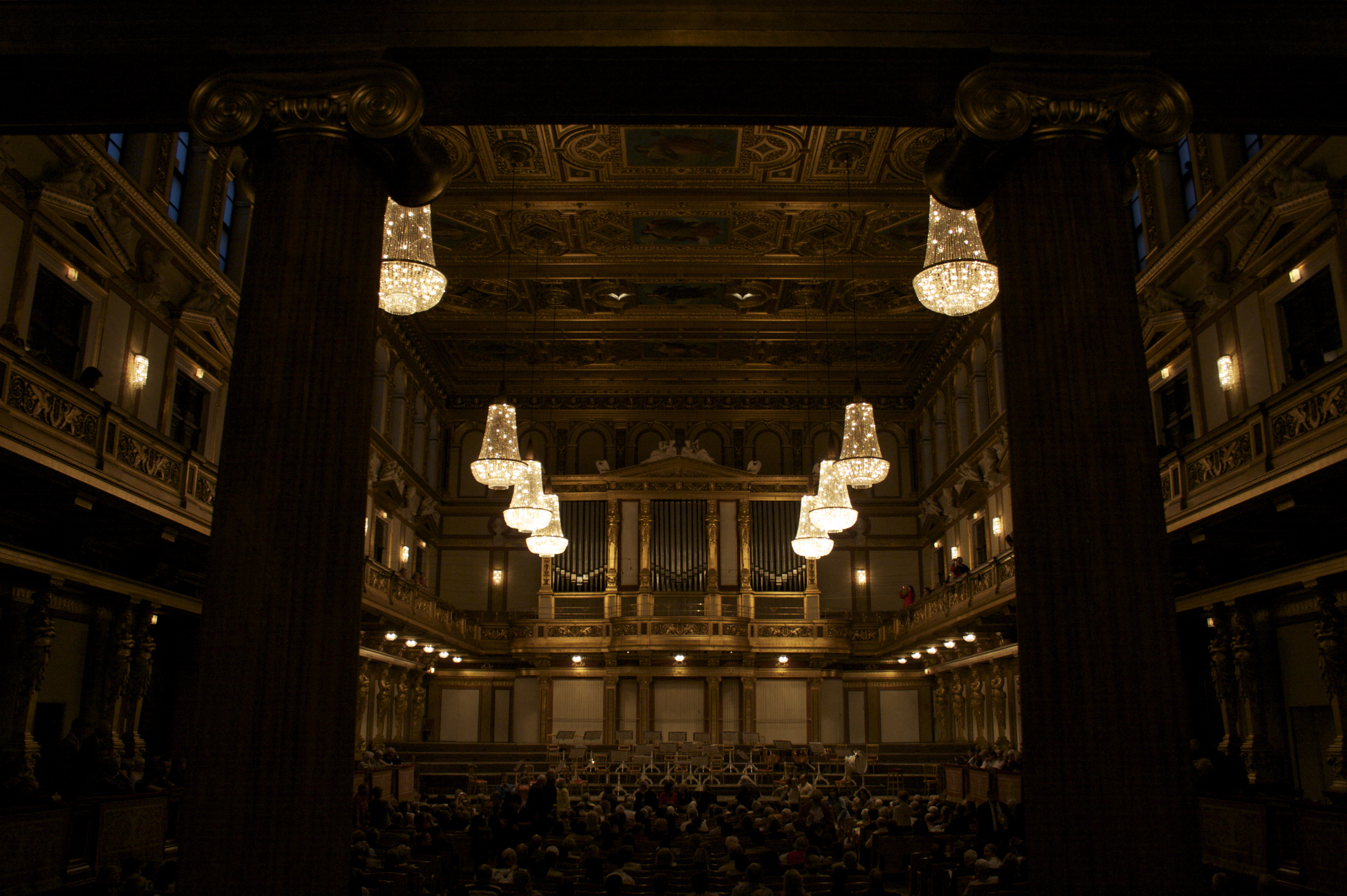
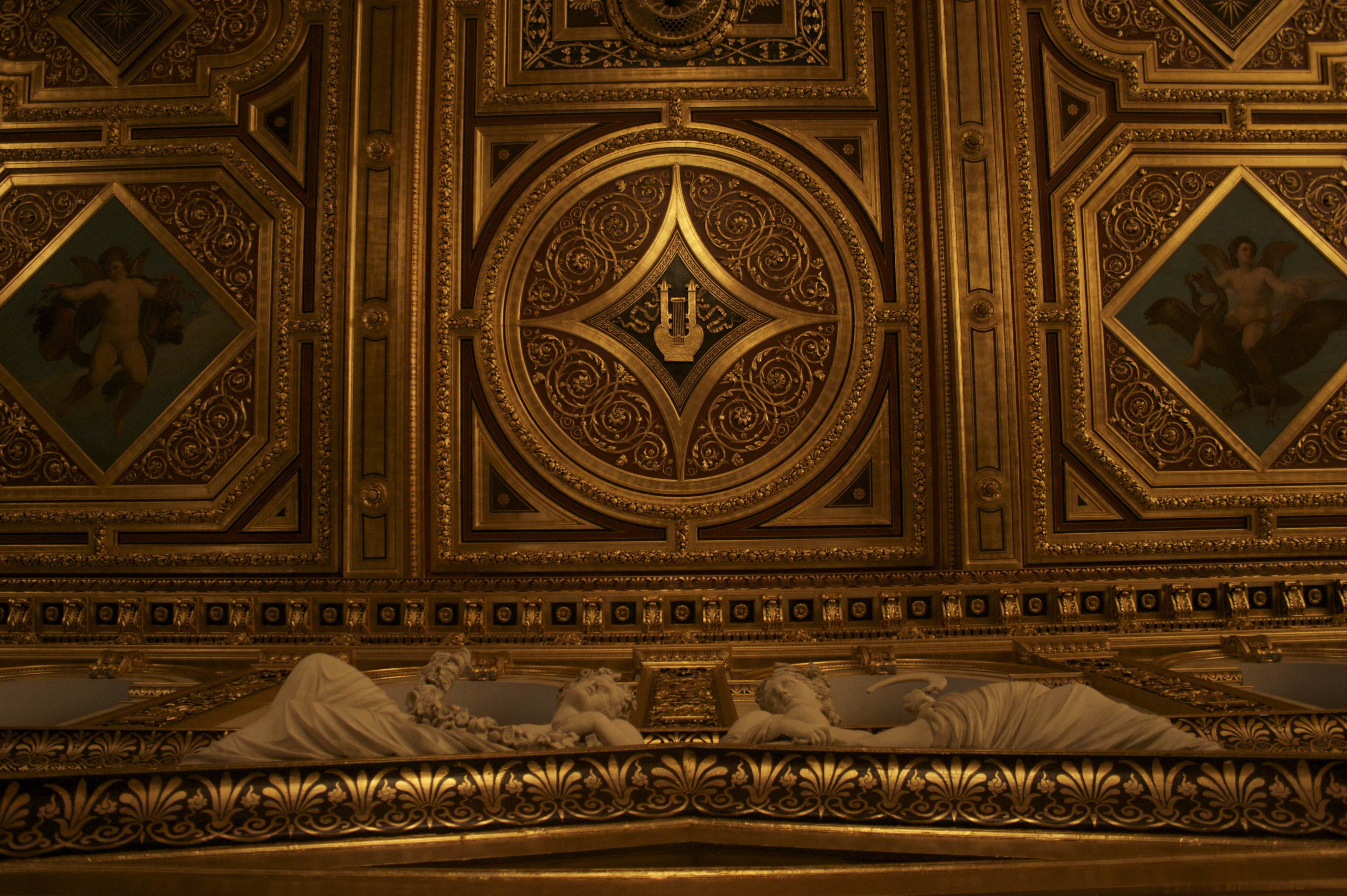
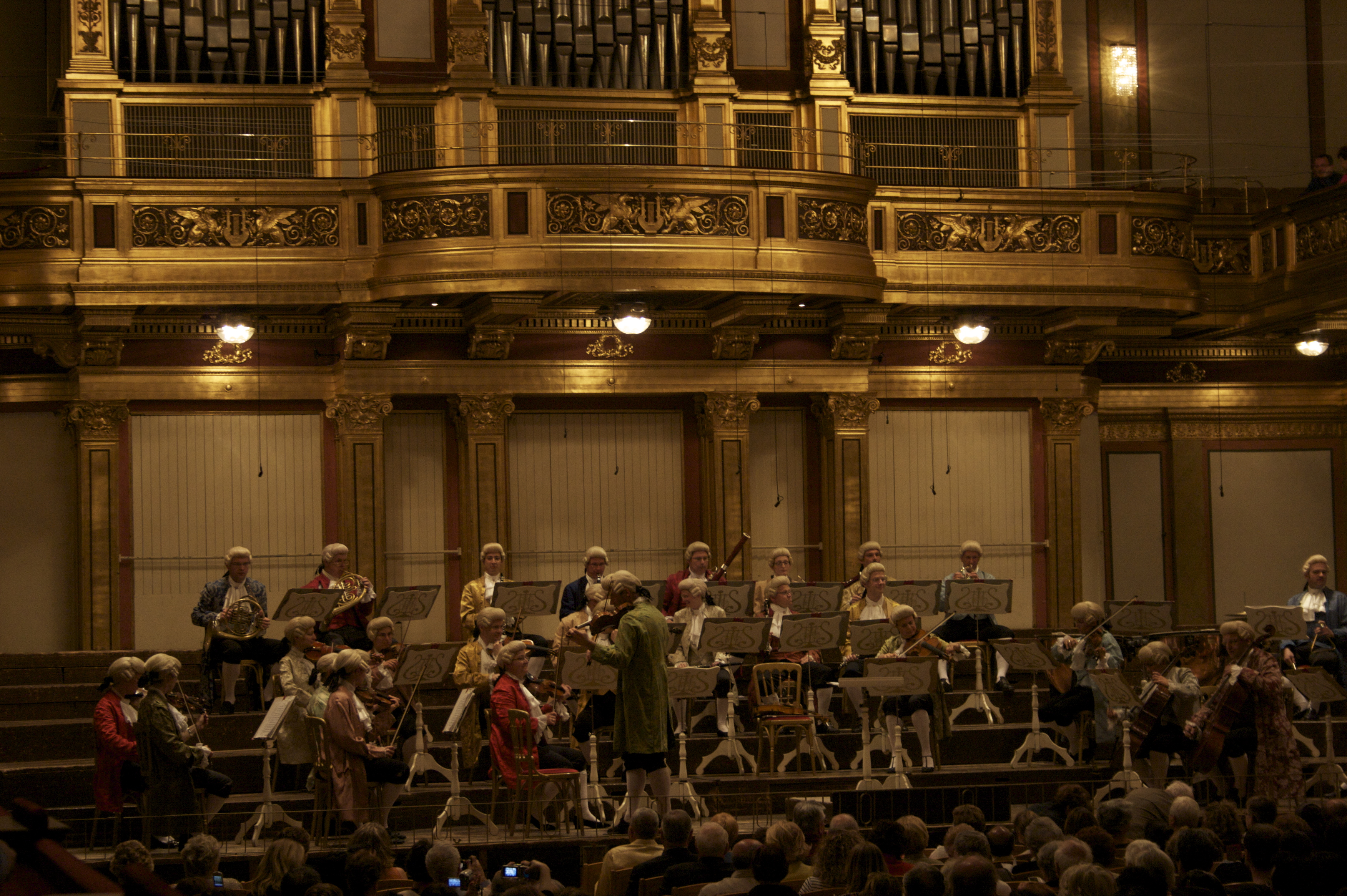
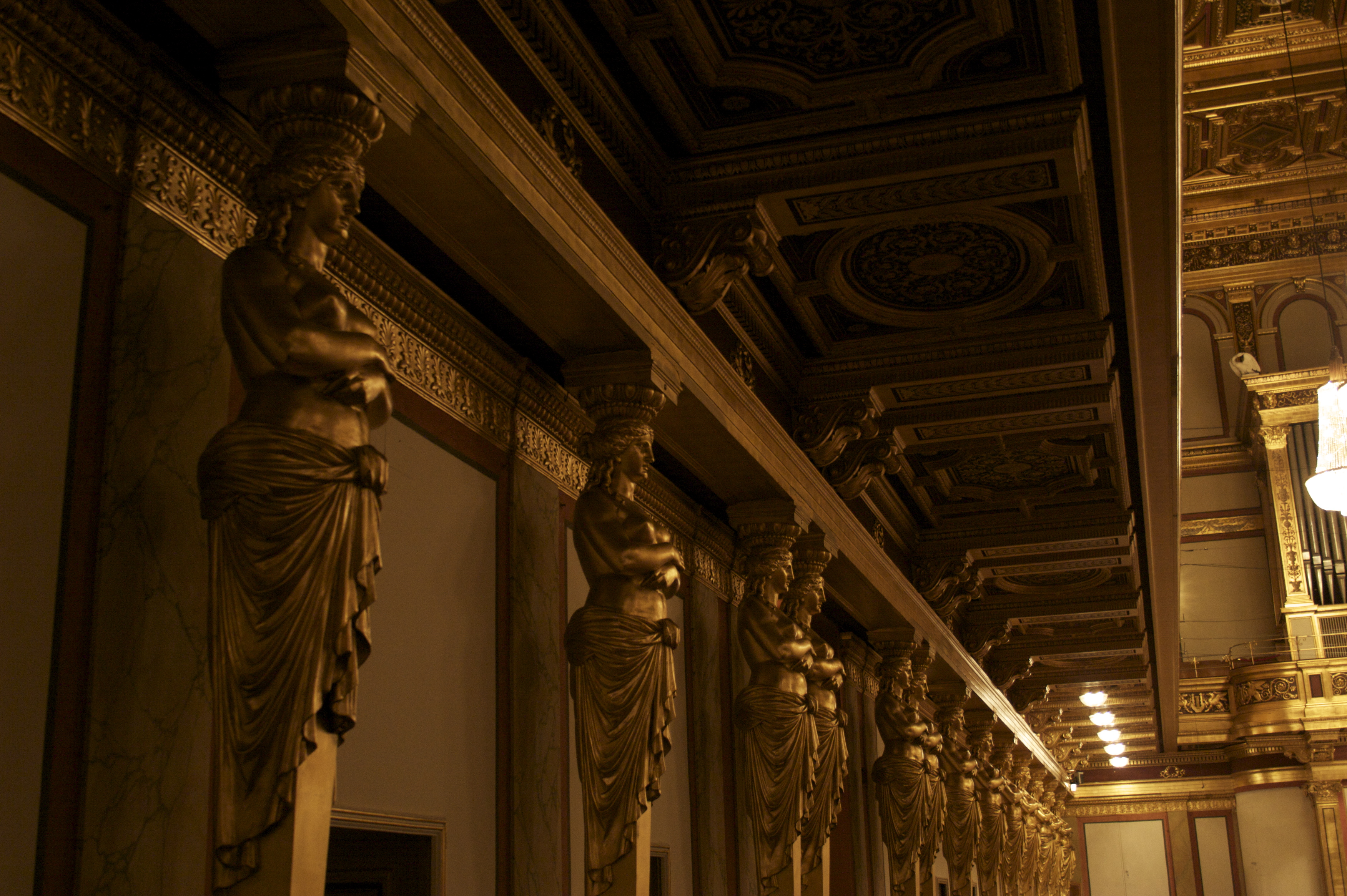

## Dirijori
- Carl Heissler 1870–1871
- Anton Rubinstein 1871–1872
- Johannes Brahms 1872–1875
- Eduard Schön about 1870
- Johann von Herbeck 1873–1877
- Hans Richter 1880–1890
- Franz Schalk 1904–1921
- Ferdinand Löwe
- Wilhelm Furtwängler 1921–1927
- Robert Heger 1925–1933
- Kurt Adler 1933
- Herbert von Karajan 1948–1964